# Bracon Ash
Bracon Ash – wieś w Anglii, w hrabstwie Norfolk, w dystrykcie South Norfolk. Leży 10 km na południowy zachód od Norwich i 149 km na północny wschód od Londynu.
Miejscowość liczy 446 mieszkańców.